# Коваленко, Георгий Фёдорович
Гео́ргий Фёдорович Ковале́нко (род. 18 декабря 1940, Киев, Украинская ССР, СССР) — советский и российский искусствовед, театровед, художник. Исследователь русского авангарда, специалист по Александре Экстер.

## Биография
В 1963 году окончил Киевский государственный университет. В 1968 году окончил Киевский театральный институт.
Живописец, пейзажист; писал пейзажи Киева. Защитил кандидатские диссертации по химии («Исследование сорбции и диффузии в полиуретанах», 1969) и искусствоведению («Художник театра Даниил Лидер», 1980).
C 1976 года работает в Государственном институте искусствознания в Москве. Заведующий отделом русского искусства XX века НИИ РАХ и главный научный сотрудник отдела искусства Центральной Европы Государственного института искусствознания.
Доктор искусствоведения (1995); тема диссертации: «Александра Экстер». Исследователь русского авангарда. В 2010 году был куратором крупнейшей ретроспективной выставки Александры Экстер в Московском музее современного искусства.
Действительный член Российской академии художеств (2012) и Российской академии художественной критики.